# Magnetar
Un magnetar o magnetoestrella és una estrella de neutrons alimentada amb un camp magnètic extremadament fort. Es tracta d'una varietat de púlsar la característica principal de la qual és l'expulsió, en un breu període (equivalent a la durada d'un llampec), d'enormes quantitats d'alta energia en forma de raigs X i raigs gamma.
Els raigs gamma estan formats per fotons pertanyents a l'extrem més energètic de l'espectre electromagnètic, seguits dels raigs X i, a continuació, dels raigs ultraviolats. Si els raigs X expulsats pel magnetar són d'alta intensitat rep llavors el nom de púlsar de raigs X anòmal, (en anglès anomalous X-ray pulsars, o el seu acrònim AXP). Si els raigs expulsats pertanyen a l'espectre gamma de més alta intensitat, reben el nom de flamarada de raigs gamma suaus, SGR de l'anglès soft gamma repeater.
Els raigs gamma ordinaris coneguts com a GRB, esclats de raigs gamma, de l'anglès gamma-ray bursts, ja eren coneguts a les acaballes dels anys 1960. El descobriment d'aquests raigs tremendament energètics provinents de l'espai es va efectuar en plena guerra freda, quan les dues superpotències, Estats Units i l'URSS, s'espiaven mútuament tractant de controlar el seu arsenal nuclear. Amb la finalitat de verificar el tractat de no proliferació d'armes nuclears, Estats Units va llançar una flota de satèl·lits coneguts com a Projecte Vela. Amb aquests satèl·lits, dotats especialment per a la captació de raigs X i raigs gamma, es van descobrir el 1967 aleatòries explosions d'aquests últims que, a manera de flaixos, semblaven venir des de diferents direccions de l'univers. La troballa es va mantenir en secret fins que, el 1973, es va donar a conèixer a l'opinió pública per Ray Klebesabel i el seu equip de Los Alamos National Laboratory.
La teoria sobre aquests objectes va ser formulada el 1992 per Robert C. Duncan de la Universitat d'Austin a Texas i Christopher Thompson  de l'Institut Canadenc de Física Teòrica, però el primer esclat de raigs gamma que es creava provinent d'un magnetar s'havia detectat el 5 de març de 1979. Posteriorment, aquesta teoria ha estat àmpliament acceptada per la resta de la comunitat científica com una explicació física que satisfà fins al moment les observacions fetes sobre aquests estranys i misteriosos objectes.
Actualment, es considera que de cada deu explosions de supernoves, solament una dona origen al naixement d'un magnetar. Si la supernova té entre 6 i 12 masses solars, es converteix en una estrella de neutrons de no més de 10 a 20 km de diàmetre. Segons la hipòtesi dels científics esmentats anteriorment, els requisits previs per a convertir-se en magnetar són una rotació ràpida i un camp magnètic intens abans de l'explosió. Aquest camp magnètic seria creat per un generador elèctric (efecte dinamo), que utilitza la convecció de matèria nuclear que dura els deu primers segons al voltant de la vida d'una estrella de neutrons. Si aquesta última gira prou ràpid, els corrents de convecció es tornen globals i transfereixen la seva energia al camp magnètic. Quan la rotació és massa lenta, els corrents de convecció només es formen en regions locals. Un púlsar seria, doncs, una estrella de neutrons que, en el seu naixement, no hauria girat prou ràpid durant un curt lapse de temps per a generar aquest efecte dinamo. El magnetar conté un camp prou poderós com per a aspirar la matèria dels voltants de l'estrella cap al seu interior i comprimir-la; això comporta que es dissipi una quantitat significativa d'energia magnètica durant un període aproximat d'uns deu mil anys. L'1 de juny de 2020, els astrònoms van informar de la reducció de la font de ràfegues ràpides de ràdio (FRB), que ara poden incloure plausiblement "fusions d'objectes compactes i magnetars derivats de les supernoves de col·lapse central".
Amb el temps, el poder magnètic decau després d'expulsar ingents quantitats d'energia en forma de raigs X i gamma. Les tensions que causen el col·lapse es produïxen de vegades en les capes externes dels magnetars, constituïts per plasma d'elements pesats (principalment de ferro). Aquestes vibracions intermitents molt energètiques produeixen vents de raigs X i gamma d'aquí el nom de repetidores de raigs gamma suaus.
El 27 de desembre de 2005, es va registrar un esclat de raigs gamma provinent del magnetar denominat SGR 1820-20 situat en la Via Làctia. L'origen estava situat a uns 50.000 anys llum. En l'opinió d'eminents astrònoms, si s'hagués produït a tan sols deu anys llum de la Terra, distància que ens separa d'alguna de les estrelles més properes, hagués perillat seriosament la vida en el nostre planeta en destruir la capa d'ozó, alterant el clima global i destruint l'atmosfera. Aquesta explosió va resultar ser unes 100 vegades més potent que qualsevol altre esclat registrat fins ara. L'energia produïda en dues centèsimes de segon va ser superior a la produïda pel sol en 250.000 anys.
A continuació es pot veure una petita comparança entre diferents intensitats de camps magnètics: 
- Brúixola moguda pel camp magnètic de la Terra: 0,6 gauss
- Petit imant, com els dels frigorífics: 100 gauss
- Camp generat a la Terra pels electroimants més potents: 4,5*10⁵ gauss
- Camp màxim atribuït a una de les denominades estrelles blanques: 10*108 gauss
- Magnetars (SGR i AXP): 10¹⁴ i 1015 gauss

## Magnetars coneguts

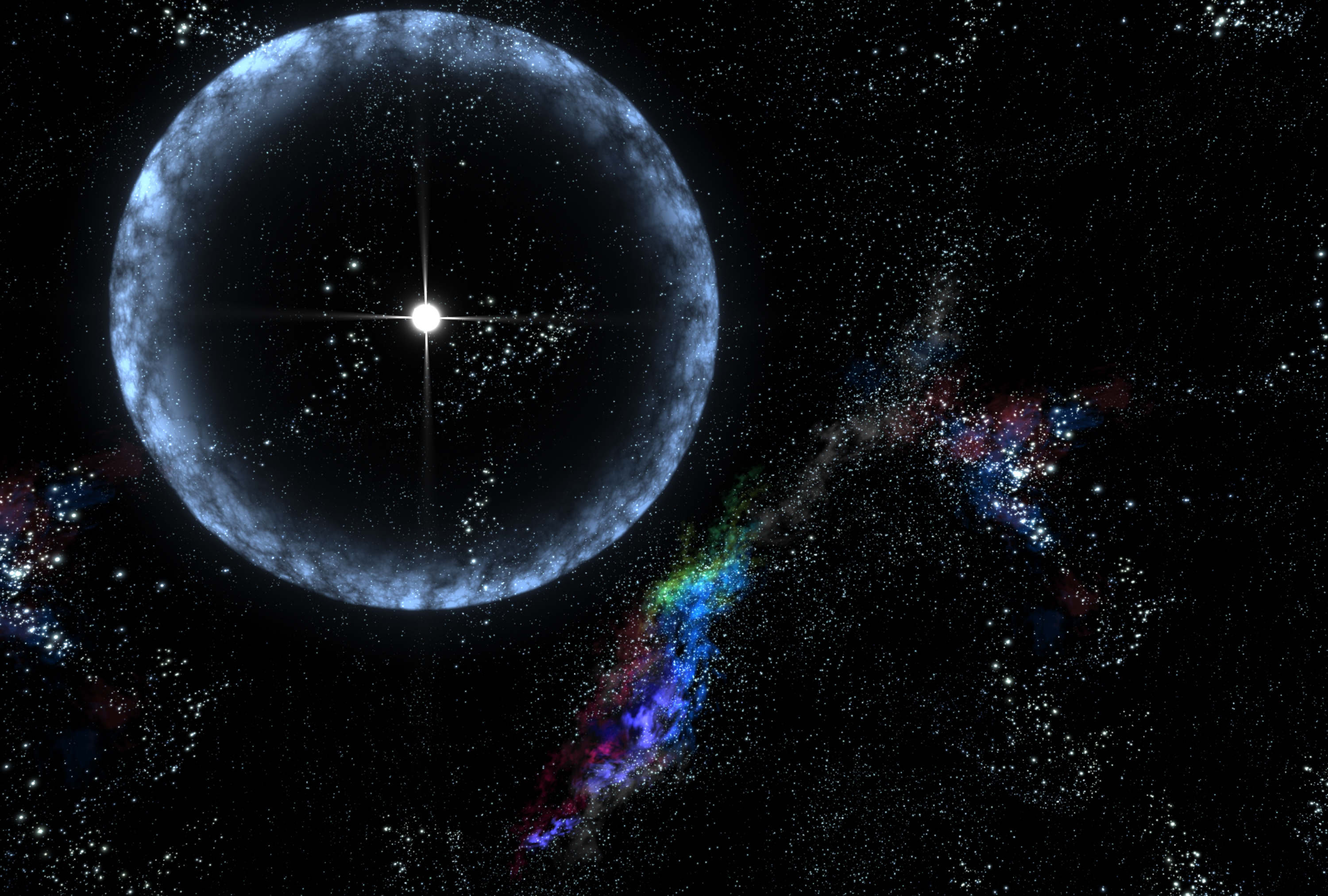
El magnetar SGR 1806-20 va produir el 27 de desembre de 2004 un esclat de raigs gamma tan intens que va tenir efectes sobre l'atmosfera terrestre, a una distància de 50.000 anys llum (representació artística)

- 4U 0142+61, situat a 13.000 anys llum al de la Terra, situat a la constel·lació de Cassiopea.
- SGR 1806−20, situat a 50.000 anys llum de la Terra en l'extrem més llunyà de la Via Làctia, a la constel·lació de Sagitari.
- SGR 1900+14, situat a 20.000 anys llum, a la constel·lació de l'Àguila.
- 1E 1048.1-5937, situat a 9.000 anys llum, a la constel·lació de Quilla. L'estrella original de la qual es va formar el magnetar tenia una massa de 30 a 40 vegades la del Sol.

Una llista completa se'n pot trobar en el catàleg de magnetars.
Al maig de 2007 es coneixien 12 magnetars i n'hi havia tres candidats en espera de confirmació.